# بوله‌ویرتید
بوله‌ویرتید (انگلیسی: Bulevirtide) یک داروی ضد ویروسی برای درمان هپاتیت D مزمن (در حضور هپاتیت B) است.

شایع‌ترین عوارض جانبی آن شامل افزایش سطح نمک‌های صفراوی در خون و واکنش در محل تزریق است.
بوله‌ویرتید با اتصال و مسدود کردن یک گیرنده (هدف) عمل می‌کند که از راه آن ویروس‌های هپاتیت D و هپاتیت B وارد سلول‌های کبد می‌شوند. با مسدود کردن ورود ویروس به سلول‌ها، توانایی HDV برای تکثیر و اثرات آن در بدن را محدود می‌کند و علائم بیماری را کاهش می‌دهد.